# Reinhard Selten
Reinhard Justus Reginald Selten  (IPA ˈʁaɪ̯nhaʁt ˈzɛltn̩), nemški ekonomist, * 5. oktober 1930, Vroclav, Weimarska republika, † 23. avgust 2016, Poznanj, Poljska
Leta 1994 je skupaj z Johnom Harsanyjijem in Johnom Nashem prejel Nagrado banke Švedske za ekonomske vede v spomin Alfreda Nobela. Zelo je znan tudi po svojem delu v omejeni racionalnosti in velja za enega od očetov eksperimentalne ekonomije.

## Življenjepis
Selten se je rodil v Vroclavu v Weimarski republiki, danes Poljska, judovskem očetu Adolfu Seltnu in protestantski materi, Käthe Luther. Selten je bil vzgajan v protestantskem duhu.
Po kratkem družinskem izgnanstvu na Saškem in Avstriji se je Selten po vojni vrnil v Hessen. V srednji šoli je prebral članek v reviji Fortune o teoriji iger Johna D. McDonalda. Kasneje se je spominjal, da je članek njegov um napolnil s problemi elementarne geometrije in algebre med svojo hojo do šole in nazaj. Študiral je matematiko na Goethejevi univerzi v Frankfurtu in diplomiral leta 1957. Do leta 1967 je bil zaposlen kot znanstveni asistent pri Heinzu Sauermannu. Leta 1959 se je poročil z Elisabeth Lang Reiner, s katero ni imel otrok. Leta 1961 je v Frankfurtu doktoriral iz matematike z nalogo o ocenjevanju iger n števila ljudi.
Bil je gostujoči profesor na Univerzi Berkeley, med letoma 1969 in 1972 je predaval na Svobodni univerzi v Berlinu, med letoma 1972 in 1984 pa na Univerzi v Biefeldu. Zatem je sprejel profesuro na Univerzi v Bonnu. Tam je zgradil BonnEconLab, laboratorij za eksperimentalne ekonomske raziskave, kjer je bil aktiven tudi po upokojitvi.
Selten je bil imenovan za zaslužnega profesorja Univerze v Bonnu, prejel pa je še nekaj častnih doktoratov. Od leta 1959 je bil esperantist in je svojo ženo spoznal preko gibanja esperanto. Bil je tudi član in soustanovitelj Mednarodne akademije znanosti v San Marinu.
Na Volitvah v Evropski parlament 2009 je bil glavni kandidat nemškega krila liste Evropa–Demokracija–Esperanto.

## Dela
Za svoje delo v teoriji iger je Selten leta 1994 prejel Nagrado banke Švedske za ekonomske vede v spomin Alfreda Nobela, ki si jo je delil še z Johnom Harsanyijem in Johnom Nashem. To je bila prva nemška Nobelova nagrada za ekonomijo.
Znan je tudi po svojem delu v omejeni racionalnosti in ga lahko smatramo za enega ustanovnih očetov eksperimentalne ekonomije. Z Gerdom Gigerenzerjem je leta 2001 izdal knjigo Bounded Rationality: The Adaptive Toolbox. Razvil je primer igre, imenovane Seltnov konj zaradi svoje obsežne oblike reprezentacije. Njegovo zadnje delo je bilo "Teorija impulznega ravnovesja in njena razširitev z dodatnim merilom".
Znan je po svojih objavah v nereferenciranih revijah, da bi se tako izognil neželenim spremembam svojega dela.